# Ki tudja?
A Ki tudja? (eredeti címe: Va savoir) 2001-es francia romantikus vígjátékdráma, amelyet Jacques Rivette rendezett. A forgatókönyvet Rivette, Pascal Bonitzer és Christine Laurent készítették. A produkció főbb szerepeiben Jeanne Balibar, Sergio Castellitto, Marianne Basler, Hélène de Fougerolles és Catherine Rouvel. 2001. május 16-án mutatták be a cannes-i fesztiválon, ahol Arany Pálmára jelölték. Magyarországon a Titanic Nemzetközi Filmpresence Filmfesztiválon volt megtekinthető 2002. október 10-én.

## Történet
Camille színésznő, aki hosszú távollét után visszatér Párizsba, hogy olasz szeretője és színésztársa, Ugo rendezésében egy Pirandello-darab főszerepét játssza. A nő felkeresi volt szerelmét, a filozófiaprofesszor Pierre-t, aki most egy Sonia nevű tánctanárnővel él együtt. Eközben Ugo a könyvtárba megy, hogy felkutasson egy rejtett kincset: Goldoni egy elveszett színdarabját, amelyet reméli, hogy megrendezhet. Ott találkozik a gyönyörű Dominique-kal, akiről kiderül, hogy annak a barátnak a leszármazottja, akinek Goldoni állítólag a darabot adta. Miközben a lány segít neki a keresésben, a bátyja, Arthur, egy tolvaj, romantikus kapcsolatot keres Soniával.

## Szereplők
| Szerep         | Színész               | Magyar hangja      |
| -------------- | --------------------- | ------------------ |
| Cammille B.    | Jeanne Balibar        | Udvaros Dorottya   |
| Sonia          | Marianne Basler       | Hámori Eszter      |
| Dominique "Do" | Hélène de Fougerolles | Solecki Janka      |
| Madame Desprez | Catherine Rouvel      | Menszátor Magdolna |
| Ugo            | Sergio Castellitto    | Fodor Tamás        |
| Pierre         | Jacques Bonnaffé      | Rosta Sándor       |
| Arthur         | Bruno Todeschini      | Csőre Gábor        |
| könyvtáros     | Claude Berri          | Áron László        |
| Ines           | Valeria Cavalli       | n.a                |

## Fogadtatás

### Kritikai visszhang
A filmet nagyon jól fogadták a kritikusok. A Rotten Tomatoeson 86%-os minősítést ért el 78 értékelés alapján, az összefoglaló szerint: „A kecsességgel és szellemességgel felépített Ki tudja? egy könnyed, mégis agyafúrt romantikus komédia, amely az egymásba fonódó kapcsolatokról szól.” Stephen Hunter a Washington Posttól azt írta: „Francia módra frenetikus, de sosem áll le a mulatságossággal. Ez történik, ha hagyjuk, hogy felnőttek filmet készítsenek.” Jonathan Rosenbaum a Chicago Readertől azt írta: „Hiányzik belőle az ijesztő jelleg, a rejtély, sőt Rivette jobb munkáinak kíváncsisága is.” Roger Ebert azt írta: „A kegyelem és a szellemesség demonstrációja.”
A Metacritic 79 pontot adott a 100-ból 28 vélemény alapján. Lisa Schwarzbaum az Entertainment Weeklytől azt írta: „Az egész nagyon francia, nagyon bonyolult, és - ez Rivette varázsa - látszólag olyan könnyű, mint a levegő.” David Stratton a Varietytől azt írta: „Elragadó társulati darab, amelyet nyugodt biztonsággal rendeznek, egy remek színészgárda játszik, és amely szellemesen és precízen van felépítve és megírva.” David Sterritt a Christian Science Monitortól azt írta: „Varázslatos film, amely remekül szórakozik a film és a színház, a szerelem és a rajongás, a valóság és a fantázia ellentéteivel.”

### Bevételi adatok
A Box Office Mojo szerint a film 2 millió dolláros bevételt ért el, a költségvetésről nincs adat.

## Fontosabb díjak és jelölések
| Esemény                        | Díj         | Kategória                                               | Eredmény |
| ------------------------------ | ----------- | ------------------------------------------------------- | -------- |
| 2001-es cannes-i filmfesztivál | Arany Pálma | Arany Pálma                                             | Jelölve  |
| César-díjak 2002               | César-díj   | Legígéretesebb fiatal színésznő – Hélène De Fougerolles | Jelölve  |